# 아카이벌 리소스 키
아카이벌 리소스 키(Archival Resource Key, ARK)는 모든 유형의 정보 객체를 위한 영구 식별자에 적절한 다목적 URL이다. 학술 및 문화 객체의 신뢰할 수 있는 참조를 제공하기 위해 도서관, 데이터 센터, 아카이브, 박물관, 출판사, 정부기관에 널리 사용된다. 2019년에 통합 자원 식별자(URI)로 등록되었다.
ARK인 URL은 ark: 레이블로 구별되며 이후 URL의 호스트명이 온다. 웹 브라우저에 제출할 때 '?'로 끝나는 URL은 간략한 메타데이터 기록을 반환하며 '??'로 끝나는 URL은 현재 서비스 제공자가 기여한 문(statement)을 포함하는 메타데이터를 반환한다.

## 구조
```
https://NMA/ark:/NAAN/Name[Qualifier]
```

- NAAN: Name Assigning Authority Number - 처음 객체에 이름을 명시한 단체의 고유 식별자 (필수)
- NMA: Name Mapping Authority - 현재 객체의 서비스를 제공하는 단체의 대체 가능한 호스트명 (선택사항)
- Qualifier: 베이스 ARK를 확장하는 문자열 (선택사항)

## 같이 보기
- 영구 식별자
- 디지털 객체 식별자(DOI)
- URN